# Relations entre la Pologne et la Tanzanie
Les relations entre la Pologne et la Tanzanie sont les relations diplomatiques entre la république de Pologne et la république unie de Tanzanie. Les deux pays sont membres des Nations unies et de l'Organisation mondiale du commerce.

## Histoire

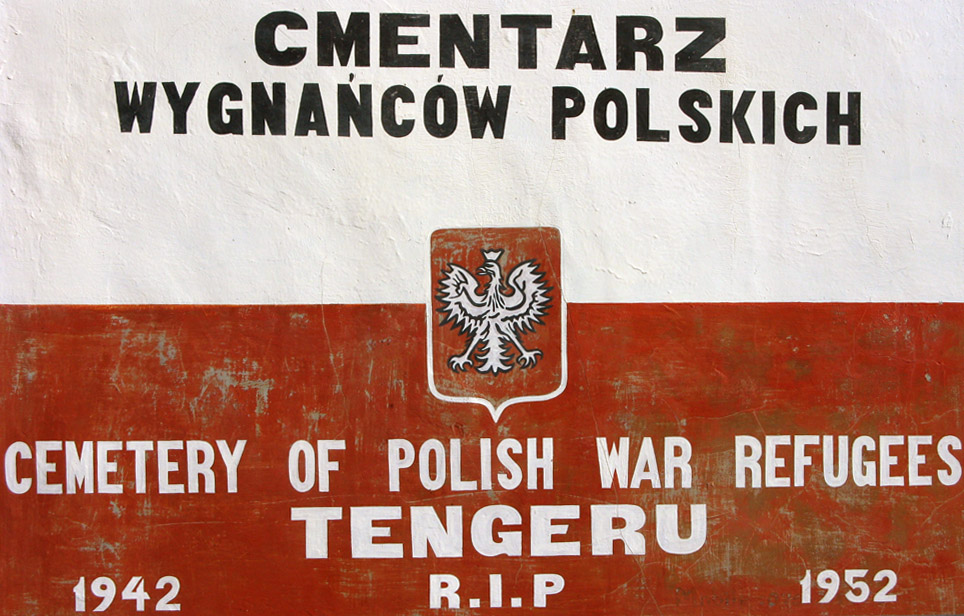
Plaque du cimetière des réfugiés de guerre polonais à Tengeru.

Entre 1942 et 1944, 18 000 réfugiés polonais sont arrivés dans la ville portuaire kenyane de Mombasa et emmenés sur le territoire du Tanganyika (l'actuelle Tanzanie). Ces réfugiés font partie d'un mouvement d'exode beaucoup plus vaste qui voit entre 320 000 et un million d'évacués polonais déportés vers les régions orientales de l'Union soviétique. Avec l'aide de l'armée d'Anders, environ 110 000 Polonais évacués quittent l'Union soviétique pour la Perse ;  18 000 de ces réfugiés sont ensuite envoyés en Afrique de l'Est. Un consulat de Pologne opère à Dar es Salaam de 1942 à 1945.
Pendant leur séjour au Tanganyika, les réfugiés sont envoyés dans des camps provisoires à Ifunda, Kigoma, Kidugala, Kondoa, Morogoro et Tengeru. Les réfugiés resteront au Tanganyika jusqu'en 1949, date à laquelle beaucoup furent réinstallés en Australie, au Canada et au Royaume-Uni.
Les relations diplomatiques entre la Pologne et la Tanzanie désormais indépendante sont établies en 1961. En 1962, la Pologne ouvre une ambassade résidente à Dar es Salaam. En 1987, le ministre tanzanien des Affaires étrangères Benjamin Mkapa effectue une visite officielle en Pologne ; en 2003, il retourne en Pologne en tant que président de la Tanzanie.L'ambassade de Pologne ferme cependant en 2008 et la Pologne est depuis accréditée en Tanzanie via son ambassade à Nairobi, au Kenya.
En 2012, la Pologne a ouvert un consulat honoraire en Tanzanie et en 2018, elle rouvre son ambassade à Dar es Salaam, neuf ans après sa fermeture. La réouverture de l'ambassade a été présidée par le ministre polonais des Affaires étrangères Jacek Czaputowicz et le ministre tanzanien des Affaires étrangères Augustine Mahiga. La Tanzanie est l'un des principaux bénéficiaires de l'aide polonaise au développement et l'un des partenaires prioritaires de la Pologne en Afrique subsaharienne. La Mission médicale polonaise propose des cours professionnels au personnel médical tanzanien et fait don de matériel médical aux hôpitaux tanzaniens, cofinancé par le ministère des Affaires étrangères de Pologne.

## Visites officielles
De la Pologne en Tanzanie
- Sous-secrétaire aux Affaires étrangères Bogusław Zaleski (2003)
- Ministre des Affaires étrangères Jacek Czaputowicz (2008)
- Président Andrzej Duda (février 2024)[6]

De la Tanzanie en Pologne
- Ministre des Affaires étrangères Benjamin Mkapa (1987)
- Président Benjamin Mkapa (2003)

## Accords bilatéraux
Les deux pays ont signé quelques accords bilatéraux tels qu'un accord de coopération scientifique et technique (1965) ; un accord sur l'extension du crédit d'aide (2015) ; et un protocole d'accord pour la coopération commerciale et l'investissement,.

## Tourisme et transports
En 2017, 10 000 citoyens polonais ont visité la Tanzanie. La compagnie Smartwings Poland organise des vols directs entre la Pologne et la Tanzanie.

## Commerce
En 2017, les échanges commerciaux entre la Pologne et la Tanzanie ont totalisé 108,5 millions de dollars américains. Les principales exportations de la Pologne vers la Tanzanie comprennent les céréales (principalement le blé) ; et des composants textiles et électriques tels que des câbles, des fils isolés et des fils électriques. Les principales exportations de la Tanzanie vers la Pologne sont le tabac et le café. Les investissements directs étrangers de la Pologne en Tanzanie ont atteint 110 millions de dollars en 2017, dont une grande partie est destinée à soutenir le secteur agricole par le biais de prêts.

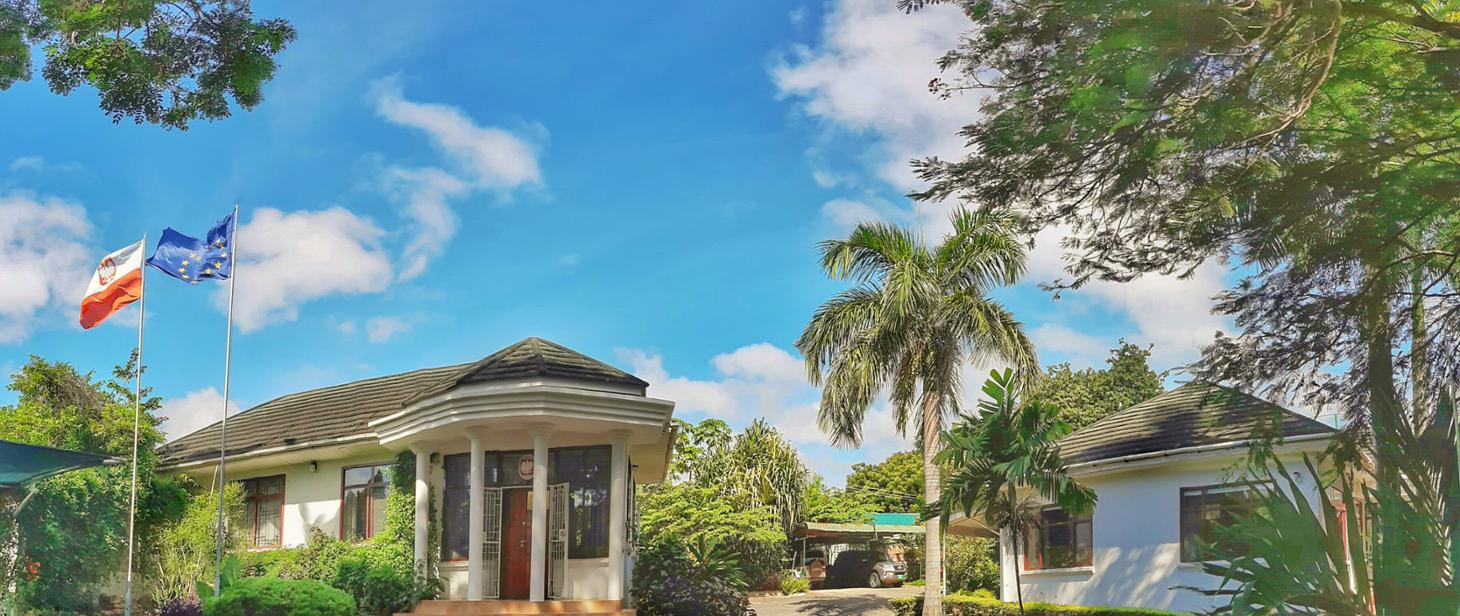
L'ambassade du Pologne à Dar es Salaam

## Missions diplomatiques résidentes
- La Pologne a une ambassade à Dar es Salaam[11].
- La Tanzanie est accréditée en Pologne par son ambassade à Berlin, en Allemagne[12].